# Холодильне устаткування

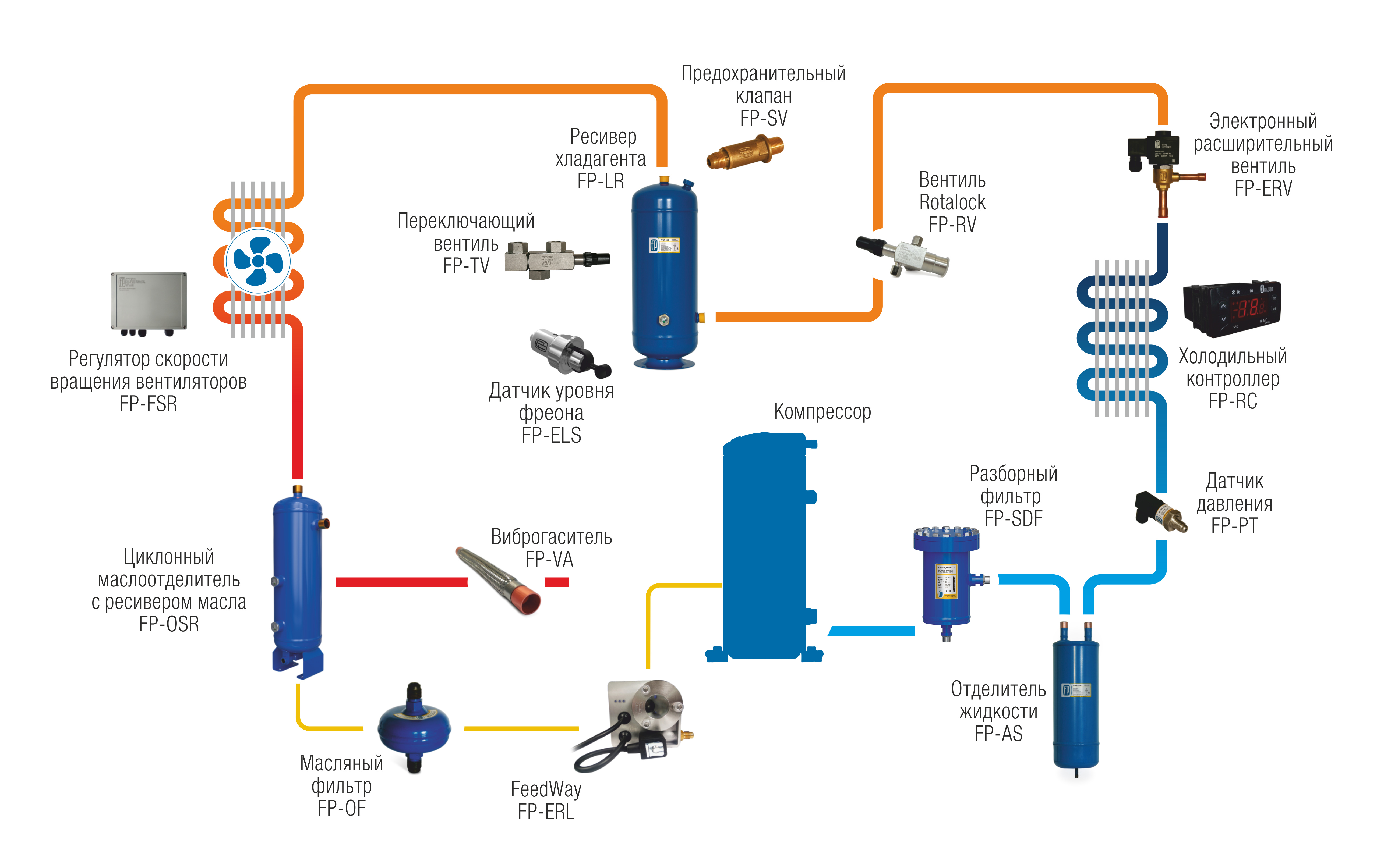
Схема холодильної установки

Холоди́льне устаткува́ння складається з однієї чи більше холодильних машин та пов'язаних технічних засобів — вузлів, агрегатів, елементів, трубопроводів, що необхідні для створення, розподілу і використання холоду.
Холодильна машина — пристрій, що служить для відводу теплоти від охолоджуваного тіла при температурі нижчій, ніж температура навколишнього середовища. Процеси, що відбуваються в холодильних машинах, є окремим випадком термодинамічних процесів, тобто таких, в яких відбувається послідовна зміна параметрів стану робочої речовини: температури, тиску, питомого об'єму, ентальпії. Холодильні машини працюють за принципом теплового насоса — віднімають теплоту від охолоджуваного тіла і з витратою енергії (механічної, теплової і т. д.)і передають її охолоджуваному середовищу (зазвичай воді або навколишньому повітрю), що має більш високу температуру, ніж охолоджуване тіло. Холодильні машини використовуються для отримання температур від 10 ° С до -150 ° С. Діапазон нижчих температур відноситься до кріогенної техніки.  Робота холодильної машини характеризується їх холодопродуктивністю. Основні види холодильних машин: компресійні, абсорбційні, пароежекторні, машини на вихрових охолоджувачах, термоелектричні.

## Види устаткування
Холодильне устаткування поділяється на промислове, торгове, побутове.
Промислове холодильне устаткування — устаткування, що має в своєму складі холодильні системи і (або) устави холодопродуктивністю понад 15 КВт.
Торгове холодильне устаткування призначене для короткочасного зберігання охолоджених або заморожених продуктів, напівфабрикатів і готових страв та демонстрації їх під час продажу. До торгового холодильного устаткування відносяться: збірні холодильні камери, холодильні шафи, охолоджувальні вітрини, прилавки, прилавки-вітрини, ларі, регали, бонети, гірки.
Побутове холодильне устаткування — це побутові холодильники, морозильники тощо.

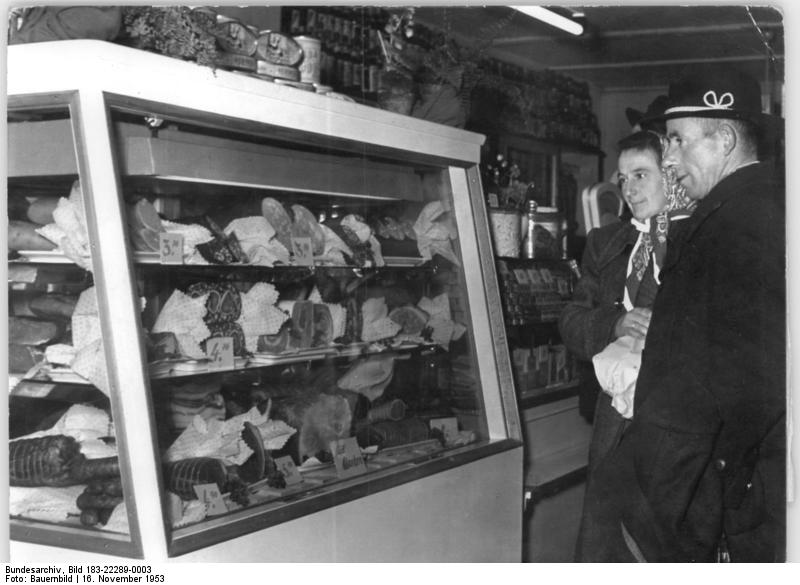
Холодильна вітрина
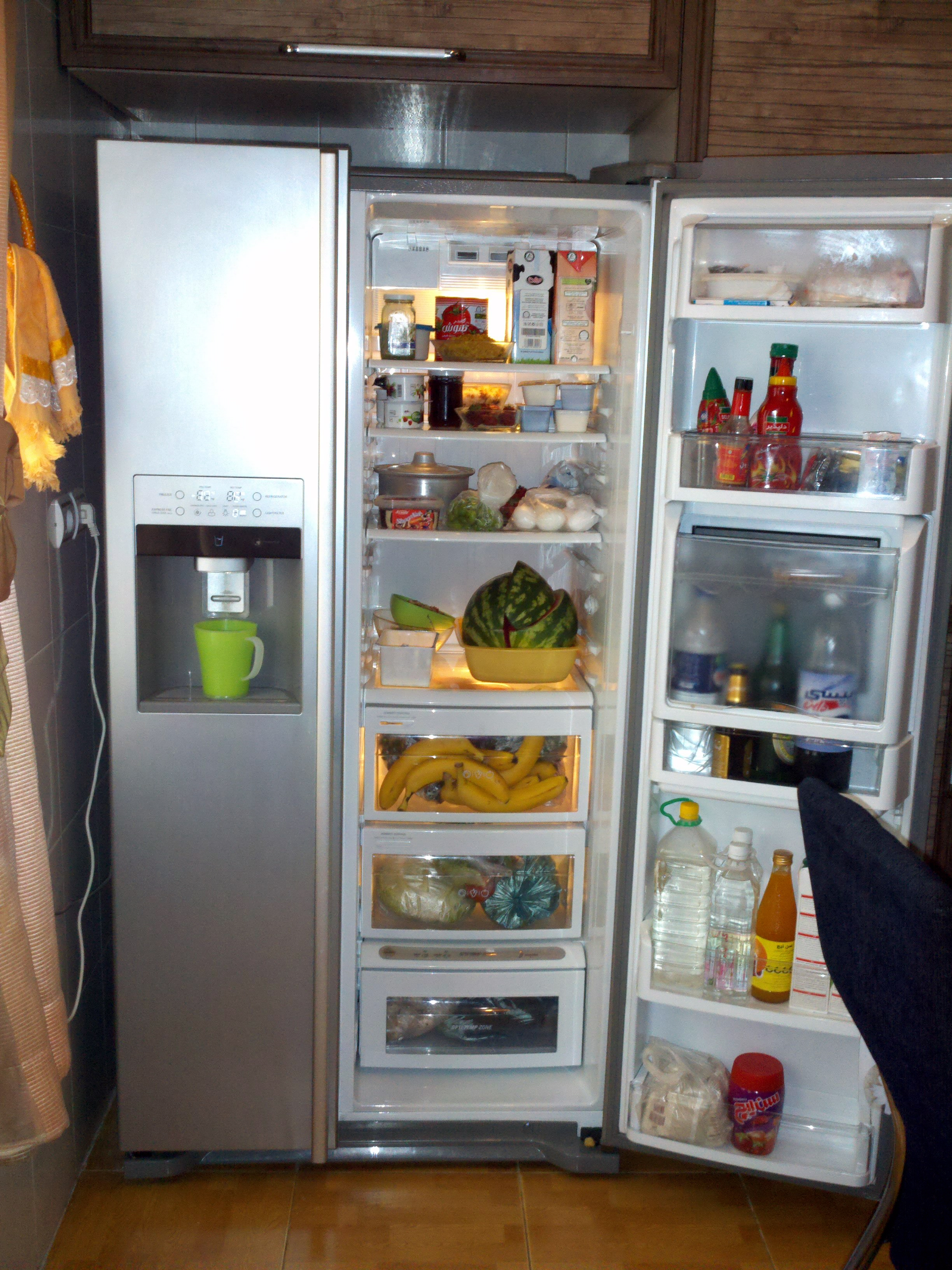
Холодильник з можливістю подачі оходженої води
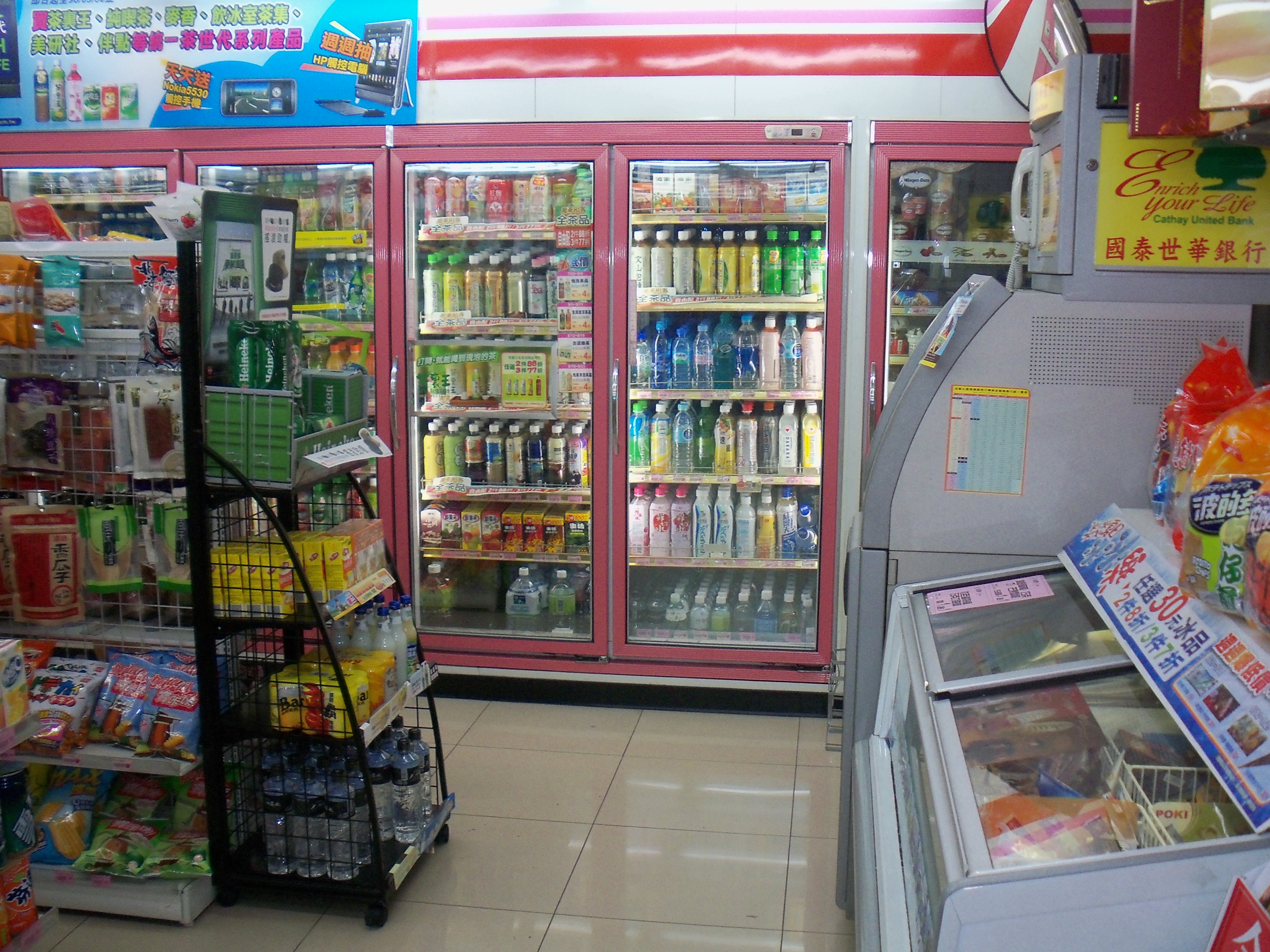
Холодильна шафа-вітрина (у глибині) та прилавок (справа)
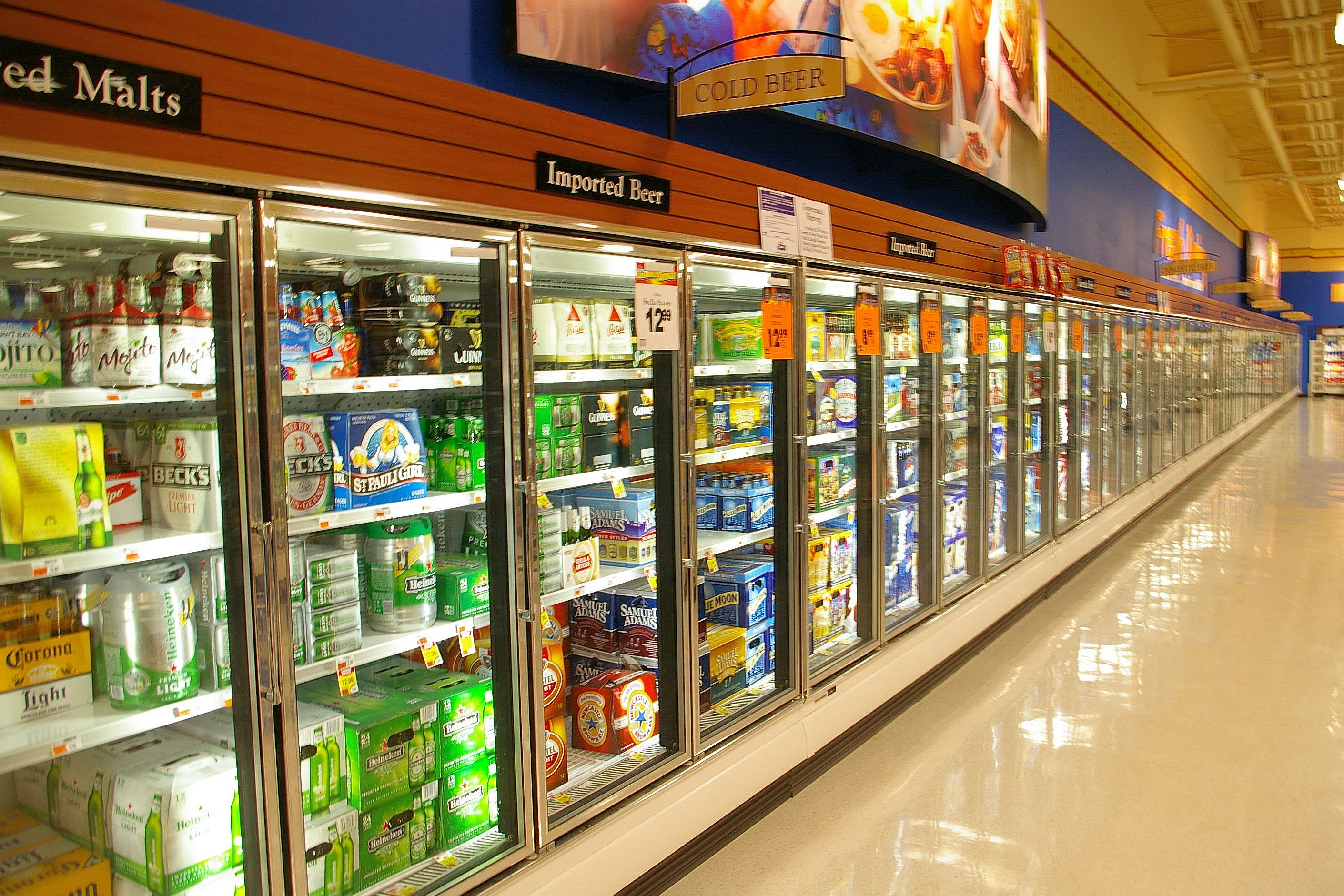
Торговельне холодильне обладнання
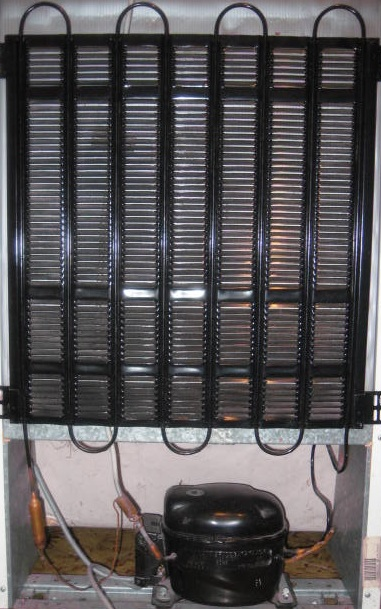
Компоненти холодильного устаткування